# 2029 Binomi
2029 Binomi è un asteroide della fascia principale interna. Scoperto nel 1969, presenta un'orbita caratterizzata da un semiasse maggiore pari a 2,349941 UA e da un'eccentricità di 0,128455, inclinata di 5,592750° rispetto all'eclittica. Ha un diametro di 6,893 km, un periodo di rotazione di 3,756 ore e un'albedo di 0,257.
Fa parte della famiglia di asteroidi Vesta.
È stato scoperto dall'astronomo svizzero Paul Wild. Il nome si riferisce all'errore commesso da uno studente che attribuì il teorema binomiale ad un presunto matematico di nome Binomi.